# Västra Mälardalens Bryggeri
Västra Mälardalens Bryggeri är ett mikrobryggeri i Köping i Köpings kommun, Västmanlands län - ett av Sveriges minsta bryggerier. Bryggeriet startade 2008 och är beläget i det gamla godsmagasinet bredvid järnvägsstationen i Köping, en av delägarna Per Granberg från punkbandet Charta 77.